# Louder Than Hell
Louder Than Hell osmi je studijski album američke heavy metal skupine Manowar. Izdan je 1. listopada 1996. godine.

## Popis pjesama
1. Return of the Warlord - 5:19
2. Brothers of Metal pt.1 - 3:54
3. The Gods Made Heavy Metal - 6:03
4. Courage - 3:49
5. Number 1 - 5:11
6. Outlaw - 3:22
7. King - 6:25
8. Today Is a Good Day to Die - 9:42
9. My Spirit Lives On - 2:09
10. The Power - 4:09

## Osoblje
- Karl Logan — gitara
- Joey DeMaio — bas-gitara
- Scott Columbus — bubnjevi
- Eric Adams — vokali

## Vanjske poveznice
- https://www.amazon.com/Louder-Than-Hell-Definitive-History/dp/0061958298